# 深圳市人民医院
深圳市人民醫院（又称：暨南大学第二临床医学院，南方科技大学第一附属医院）。该院为深圳市属公立醫院和國家三級甲等醫院，始建于1946年，1979年改为现名。医院为暨南大学非直属附属医院、南方科技大学直属附属医院。
现在有第一门诊部（俗称门诊部）、留医部及第二门诊部（俗称留医部）、龙华分院、坂田院区四大院区。留医部为主要院区，位于罗湖区东门北路1017号；第一门诊部位于罗湖区深南东路3046号；龙华分院位于龙华区龙华街道龙观东路101号，坂田院区位于龙岗区坂田街道。医院占地总面积124914.52平方米，建筑面积288916平方米，总共开放床位2500张。

## 历史
深圳市人民医院始建于1946年，前身系宝安县卫生院，原与县政府一起设在南头古城内，此时院址位于一座古庙，条件简陋。
1953年12月，随县政府搬迁到深圳镇蔡屋围村。当时院址只有一座小洋楼,床位只有23张，医护人员只有40名。后改为宝安县人民医院。
1964年4月，根据广东省委的指示，中共宝安县委、宝安县人民委员会决定将宝安县人民医院迁入原计划作为县委新楼的地块，成立留医部，后又开设第二门诊部。
1979年更名为深圳市人民医院。
1980年，有8个手术间，600张病床，建筑面积30000平方米。
1982年，开设深圳市首间ICU，同年广东省卫生厅指示广东省人民医院派出援助团全面帮助深圳市人民医院提高医疗技术水平，至1984年结束。
1984年4月20日，五病区（也叫华侨港澳病区）正式开始对外接待病人。该病区是深圳市人民医院专门为来深圳旅游和治病的华侨、港澳同胞，以及来深圳投资设厂、工作的港商和外国人服务，方便他们住院看病，收治内、外、妇科各类疾病患者和慢性病疗养病人。该病区于1998年撤销合并。
1994年被评为深圳首家三级甲等医院。
1996年经国务院侨办批准成为暨南大学医学院第二附属医院。
2005年升格为暨南大学第二临床医学院。
2015年5月，留医部扩建项目主要项目——内科住院大楼开工，大楼用地面积为15912.51平方米，总建筑面积为107256平方米，总病床数1200张，包含住院、门诊、医技等配套设施。
2018年挂牌南方科技大学第一附属医院。
2019年12月13日，位于留医部内内科住院大楼项目正式竣工移交并投入运营，留医部的就诊以及床位空间不足问题得到部分缓解。
2020年9月，坂田院区投入试运营。

## 院区

### 留医部
启用于1964年4月，原计划是作为当时宝安县党政机关新办公区，后决定改让人民医院入驻，设立留医部，是当时宝安县唯一一家设有住院区的医院。
现有建筑绝大多数建于20世纪80年代至90年代之间，此后随着医院服务人口的暴增而不断扩建。最新一座为2019年12月13日启用的内科住院大楼。

### 第一门诊部

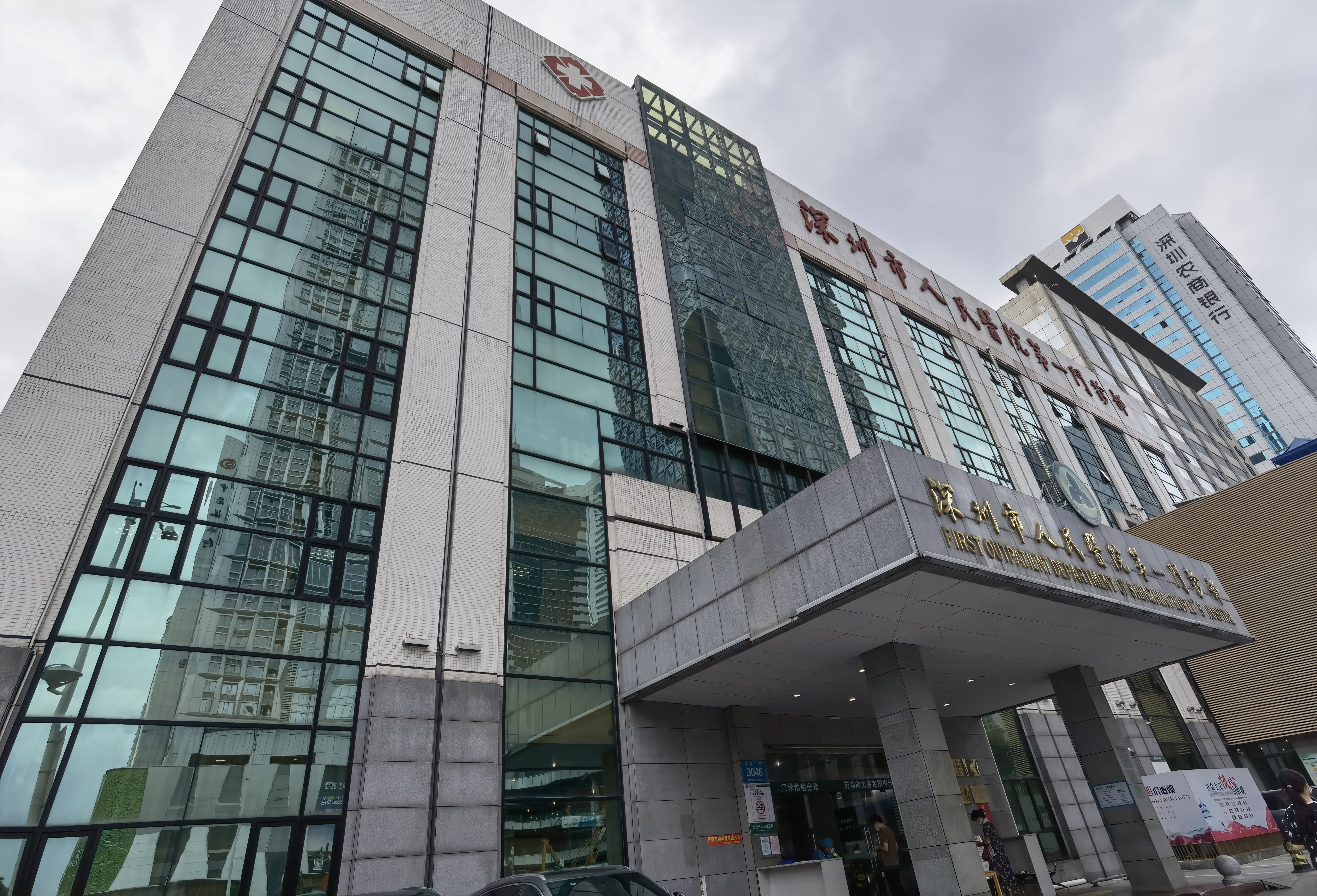
第一门诊部

位于罗湖区深南东路3046号，是历史最为悠久的院区，旁边即为深圳市最早的市中心，占地空间较小，只有一栋七层高的门诊楼，仅设门诊服务。

### 龙华分院
龙华分院位于龙华街道龙观东路，占地面积1.5万平方米，建筑面积约3万平方米。有8座大楼，现有340张床位。
龙华分院的前身是医院下属企业的几栋空置厂房。1988年7月，为了发展第三产业，贴补医院经费空缺，深圳市人民医院在龙华镇购买土地1万多平方米。同年10月，引进第一家来料加工厂——龙华来发实业有限公司。此后，在发展过程中建成4栋厂房和4栋员工宿舍。到21世纪初，因为经营不善等原因，这些厂房一度处于空置状态。
为了促进医院发展，提高国有资产的利用率，同时解决龙华片区居民看病难问题，深圳市人民医院决定利用这些空置厂房开办龙华分院。2002年12月，深圳市卫生局批准筹建龙华分院。2003年2月，深圳市人民医院成立龙华分院筹建办。2004年10月8日，龙华分院开始试业，成为龙华片区首个市级公立医疗机构。同年12月16日，正式开业。
随着龙华区居住人口的快速增长，原有院区已不敷使用，因此市政府决定在不影响院区现有运营的情况下将院区改扩建；2017年8月启动设计招标，由Perkins&Will主导设计，在拆除了部分旧大楼，征收了周边城中村部分地块之后，工程于2018年10月开工，预计2023年完工。
扩建完成后，总建筑面积增至136421.99平方米，床位增长至1000张，并在新建大楼设置六层自动停车场，还利用架空平台形成立体交通，设置中央花园引入“ 生命绿岛”的设计理念。提升医疗服务的舒适度。该设计方案被评为“第五届中国十佳医院建筑设计方案”。

### 坂田院区
位于龙岗区坂田街道坂澜大道和环城北路交汇处，2019年10月开始施工，2020年9月16日开业，是坂田街道内首家市级医疗机构。现有一栋大楼，占地面积4952平方米，总建筑面积约10987平方米。急救床位21张。
由于空间限制，坂田院区仅设有门诊和急诊，并未有住院区。

## 交通

#### 留医部

##### 地铁
- █3号线：翠竹站

##### 公交
| 留医部 | 留医部                     | 留医部 | 留医部                   | 留医部                                            |
| 编号   | 路线                       | 路线   | 路线                     | 备注                                              |
| ------ | -------------------------- | ------ | ------------------------ | ------------------------------------------------- |
| 3      | 水库总站                   | ⇆      | 购物公园地铁公交接驳站   |                                                   |
| 64     | 悦峰华府公交首末站         | ⇆      | 福田交通枢纽公交场站     |                                                   |
| 113    | 莲塘梧桐苑总站             | ↻      | 地王大厦                 | 与223路免费换乘                                   |
| 211    | 梧桐山总站                 | ⇆      | 建设路总站               |                                                   |
| 306    | 翠枫豪园                   | ⇆      | 火车站                   | 原 106                                            |
| M453   | 坂田旭景佳园总站           | ⇆      | 火车站西广场公交总站     | 原 333                                            |
| 351    | 六约地铁公交接驳站         | ⇆      | 建设路三岛中心总站       |                                                   |
| M102   | 福田交通枢纽公交场站       | ⇆      | 仙湖植物园总站           | 原 202                                            |
| M103   | 下沙总站                   | ↻      | 上海宾馆西               | 原 103西段                                        |
| M199   | 山海四季二期华府公交首末站 | ⇆      | 建设路三岛中心总站       | 原 103东段                                        |
| M399   | 大望槟榔公园公交总站       | ⇆      | 建设路总站               | 原 211B                                           |
| M508   | 布澜路总站                 | ⇆      | 火车站                   | 原 306区间                                        |
| M348   | 盐田东公交总站             | ⇆      | 田贝总站                 | 原 238                                            |
| M399   | 大望槟榔公园公交总站       | ⇆      | 建设路总站               | 原 211B                                           |
| M407   | 龙华区人才园公交首末站     | ⇆      | 建设路总站               | 经平湖广场西、白泥坑、东湾派出所、留医部；原 300A |
| M437   | 合景同创广场公交首末站     | ⇆      | 梅林关南广场公交首末站   | 原 M207（第一代）                                 |
| M526   | 强荣东总站                 | ⇆      | 仙湖植物园总站           | 原 机场6                                          |
| E11    | 新大公交总站               | ⇆      | 深圳北站交通枢纽公交场站 | 原 360                                            |

| 翠竹苑 | 翠竹苑                | 翠竹苑                | 翠竹苑                 | 翠竹苑                |
| 编号   | 路线                  | 路线                  | 路线                   | 备注                  |
| ------ | --------------------- | --------------------- | ---------------------- | --------------------- |
| 2      | 草埔地铁站公交总站    | ⇆                     | 北斗总站               | 合并原 40             |
| 57     | 长岭东公交场站        | ⇆                     | 清水河总站             |                       |
| 62     | 悦峰华府公交首末站    | ⇆                     | 左岸红树湾府公交首末站 |                       |
| 83     | 观山祥苑公交首末站    | ⇆                     | 火车站                 |                       |
| 107    | 已于2023年8月31日停办 | 已于2023年8月31日停办 | 已于2023年8月31日停办  | 已于2023年8月31日停办 |
| 203    | 东昌总站              | ↺                     | 地王大厦               |                       |
| M453   | 坂田旭景佳园总站      | ⇆                     | 火车站西广场公交总站   | 原 333                |
| M348   | 盐田东公交总站        | ⇆                     | 田贝总站               | 原 238                |
| M482   | 罗湖投控大厦公交总站  | ⇆                     | 鹿丹村公交总站         | 原 B705、B841         |

#### 第一门诊部

##### 地铁
- █1号线，█3号线：老街站

##### 公交
| 门诊部1      | 门诊部1          | 门诊部1 | 门诊部1                  | 门诊部1                                  |
| 编号         | 路线             | 路线    | 路线                     | 备注                                     |
| ------------ | ---------------- | ------- | ------------------------ | ---------------------------------------- |
| 10           | 黄埔雅苑公交总站 | ⇆       | 东湖公园南门总站         |                                          |
| 29           | 草埔吓屋村总站   | ⇆       | 滨河总站                 |                                          |
| 85           | 莲塘梧桐苑总站   | ⇆       | 深圳东站枢纽西广场公交站 |                                          |
| 104          | 动物园总站       | ⇆       | 宁水花园总站             |                                          |
| 223          | 南头总站         | ⇆       | 宁水花园总站             | 与113路及M113路免费换乘；原 23（第一代） |
| M103         | 下沙总站         | ↻       | 上海宾馆西               | 原 103西段                               |
| M133         | 莲塘梧桐苑总站   | ⇆       | 南园晗山悦海城公交首末站 | 原 K113                                  |
| M190         | 六约新村总站     | ⇆       | 华新村总站               | 原 高快巴士20（第一代）                  |
| M191深南快线 | 大梅沙公交总站   | ⇆       | 安居鸿栖台公交首末站     | 大站快线；原 旅游1                       |

| 门诊部2 | 门诊部2          | 门诊部2 | 门诊部2            | 门诊部2         |
| 编号    | 路线             | 路线    | 路线               | 备注            |
| ------- | ---------------- | ------- | ------------------ | --------------- |
| 113     | 莲塘梧桐苑总站   | ↻       | 地王大厦           | 与223路免费换乘 |
| 203     | 东昌总站         | ↺       | 地王大厦           |                 |
| 312     | 观澜大水田总站   | ⇆       | 莲塘口岸公交首末站 |                 |
| M156    | 万科五园公交总站 | ⇆       | 和平里公交首末站   | 原 336南段      |

### 龙华分院

##### 公交
| 人民医院龙华分院 | 人民医院龙华分院             | 人民医院龙华分院 | 人民医院龙华分院       | 人民医院龙华分院                                          |
| 编号             | 路线                         | 路线             | 路线                   | 备注                                                      |
| ---------------- | ---------------------------- | ---------------- | ---------------------- | --------------------------------------------------------- |
| 312              | 观澜大水田总站               | ⇆                | 莲塘口岸公交首末站     |                                                           |
| 624              | 德福公交总站                 | ⇆                | 坂田中浩园东苑总站     |                                                           |
| 882              | 万国城总站                   | ⇆                | 时尚慧谷大厦公交首末站 |                                                           |
| M112             | 清湖产业园总站               | ⇆                | 科学馆地铁公交接驳站   | 原 302                                                    |
| M152             | 鸿荣源鸿创科技中心公交首末站 | ⇆                | 火车站                 | 原 352                                                    |
| M199             | 山海四季二期华府公交首末站   | ⇆                | 建设路三岛中心总站     | 原 103东段                                                |
| M263             | 观湖河东村公交首末站         | ⇆                | 梅林关北广场公交首末站 | 原 971                                                    |
| M269             | 龙湖学校                     | ↻                | 龙湖学校               | 原 945                                                    |
| M269             | 龙湖学校                     | ↺                | 龙湖学校               | 原 945                                                    |
| M282A            | 坂田五和总站                 | ↻                | 坂田五和总站           | 经天安云谷、万科城、水尾、龙华市场；原 995                |
| M354             | 北站东广场临时公交首末站     | ⇆                | 观澜长途客运站         | 原 658                                                    |
| M378             | 簕竹角村总站                 | ⇆                | 龙华汽车站总站         | 原 616                                                    |
| M392             | 新田总站                     | ⇆                | 港大医院总站           | 原 370北段                                                |
| M401             | 清湖产业园总站               | ⇆                | 火车站                 | 原 K302                                                   |
| M424             | 白花路东                     | ⇆                | 龙华广场公交首末站     | 原 高峰专线47                                             |
| M503             | 锦绣观园公交首末站           | ⇆                | 石凹路公交首末站       | 原 B645，合并原 M128                                      |
| M538             | 观辅路公交首末站             | ⇆                | 大浪部九窝总站         | 原 B648                                                   |
| M548             | 福永桥头综合场站             | ⇆                | 龙华汽车站总站         | 原 668                                                    |
| E36              | 南山汽车总站                 | ⇆                | 观澜大水坑综合车场     | 经宝安体育馆东、平峦山地铁站、大和有轨电车站；原 794      |
| E37              | 华韵路公交首末站             | ⇆                | 港大医院总站           | 原 K384                                                   |
| E40              | 南山汽车总站                 | ⇆                | 观澜大水坑综合车场     | 经宝安中心医院、黄田、竹村地铁站；原 高快巴士10（第一代） |
| B920             | 龙华广场公交首末站           | ⇆                | 壹成中心九区公交首末站 |                                                           |